# Kerk van Vittskövle
De kerk van Vittskövle (in het Zweeds: Vittskövle kyrka) is een kerk in de gemeente Kristianstad, in Skåne, in het diocees Lund, Zweden.
De kerk werd oorspronkelijk gebouwd in de 12e of 13e eeuw. In de 15e eeuw werd er aan de noordzijde een kapel aan toegevoegd, gewijd aan Sint Anna, de moeder van Maria.

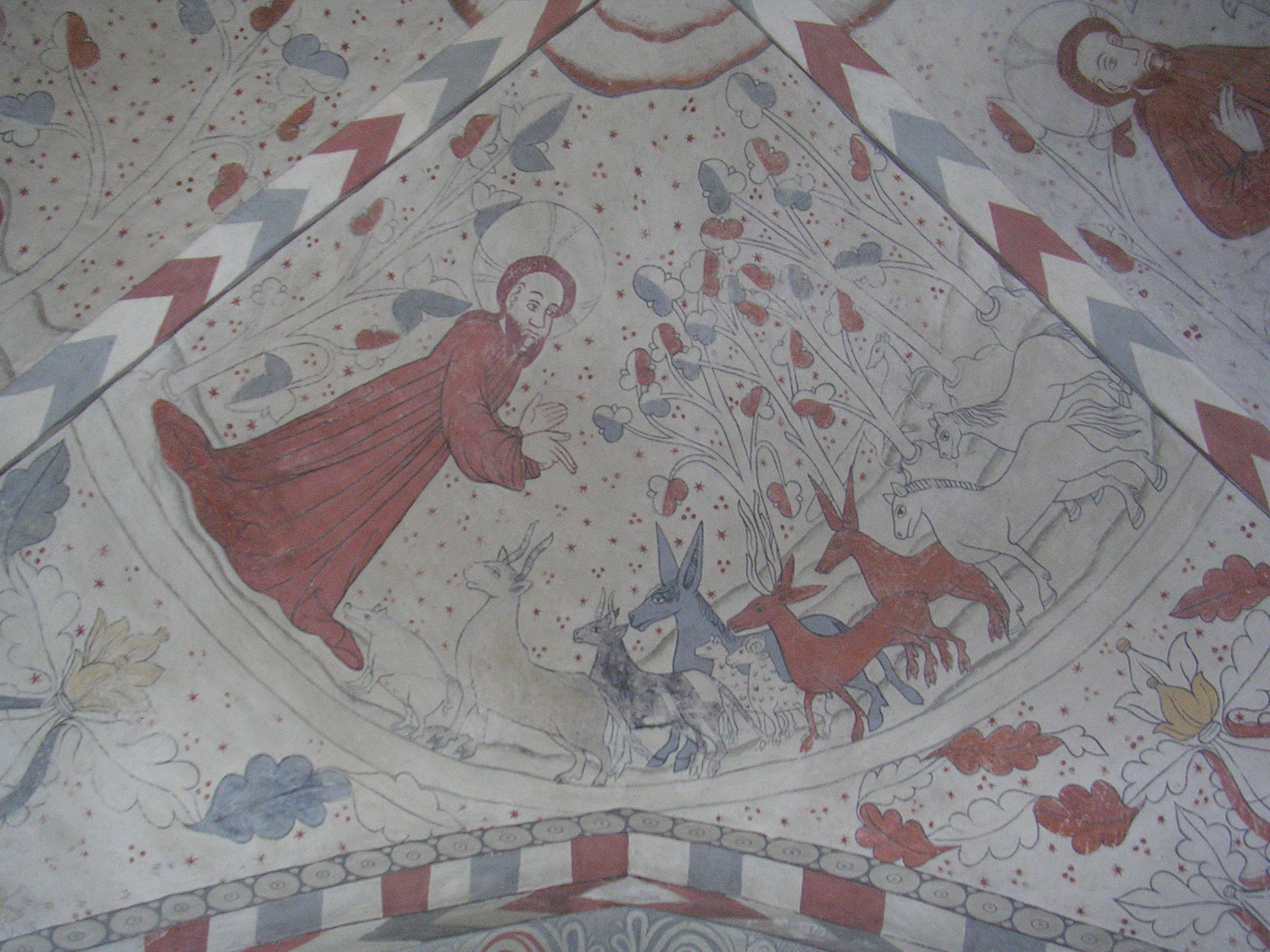
Schepping der dieren

De gewelven stammen uit de 15e eeuw en in 1480 werden zij voorzien van muurschilderingen. Deze zijn in de 20e eeuw gerestaureerd. Zij beelden verhalen uit het boek Genesis uit. In het koor is de legende van Sint Nicolaas afgebeeld. In de Sint Anna-kapel zijn de symbolen van de vier evangelisten en de vrouwelijke heiligen Sint Barbara, Sint Ursula, Sint Gertrude en Sint Katharina terug te vinden.
De toren werd in de 16e eeuw gebouwd en in de 17e werd er aan de zuidzijde een familiegraf voor de Barnekow-familie toegevoegd. Het doopvont stamt nog uit de middeleeuwen.